# Winzer
Winzer è un comune tedesco di 3 886 abitanti, situato nel land della Baviera.

## Quartieri
Nel comune ci sono le seguenti frazioni:
- Flintsbach
- Gries
- Neßlbach - si trova sulla riva sinistra del Danubio
- Mitterndorf
- Winzer
- Aichet
- Au
- Bergham
- Grafenhölzl
- Langenhardt
- Kurzenhardt
- Reckendorf
- Unterholzen
- Thannholz
- Vorderreckenberg
- Hinterreckenberg
- Sandten
- Loh
- Sattling
- Weinberg
- Dobl
- Rickering
- Ottach
- Iggstetten